# Hệ thống nhóm máu Rh
Hệ thống nhóm máu Rh là một trong 35 hệ thống nhóm máu người được biết đến. Đây là hệ thống nhóm máu quan trọng thứ hai, sau hệ thống nhóm máu ABO. Hệ thống nhóm máu Rh bao gồm 50 loại kháng nguyên nhóm máu, trong đó năm kháng nguyên D, C, c, E, e là quan trọng nhất. Ngoài vai trò trong việc truyền máu, kháng nguyên D còn được sử dụng để xác định nguy cơ bệnh tan huyết của trẻ sơ sinh (tên tiếng Anh: erythroblastosis fetalis) để điều trị bệnh liên quan đến Rh.

## Kháng nguyên Rh
Mỗi cá nhân đều hoặc có, hoặc không có kháng nguyên D của hệ Rh phân bố thưa thớt trên bề mặt hồng cầu. Khi cơ thể có kháng nguyên D hệ Rh thì được gọi là Rh+ (dương tính). Còn nếu cơ thể không có kháng nguyên D hệ Rh thì được xem là Rh- (âm tính). Theo thống kê, tỷ lệ Rh+ của người da trắng là 85%, người Mỹ da đen là 95%, người Phi da đen là 100%, người Việt là 99,96%. Nói cách khác, tỷ lệ Rh- của người Việt là 0,04% (rất hiếm).
Kháng nguyên hệ thống nhóm máu Rh là di truyền. Khi người có Rh- trong máu được truyền bằng máu có kháng nguyên Rh+ thì sẽ xuất hiện kháng thể chống Rh, gây ngưng kết hồng cầu, sinh ra tai biến. Nếu người cần được truyền máu là Rh+ thì truyền máu Rh+ hoặc Rh- đều được, nhưng nếu người cần được truyền máu là máu Rh- thì nhất thiết phải được truyền máu Rh-.